# はこだてキッズプラザ
はこだてキッズプラザは、北海道函館市にある子育て世代支援施設である。
函館市が若松町の商業地・大門地区で運営する子育て世代を支援するために設けた公共施設。

## 概要
2010年（平成22年）7月にかつてあった商業施設和光デパート（跡地は複合商業施設キラリス函館）5階に「大門キッズスタジアム」として開設された（函館市中心市街地インドア・プレイスペース事業）。
工藤壽樹函館市長の「駅前市有地での民間商業施設と子どもおもしろ館、キッズセンターなどの公共施設合築による集客施設の設計」の施策により見直され、入居施設の改築により2013年（平成24年）6月に棒二森屋B館（アネックス館）6階に移転。
2016年（平成28年）10月、キラリス函館開業に伴い「はこだてキッズプラザ」としてリニューアルし4階に再移転した（函館市子育て世代活動支援プラザ整備事業）。小学生までが楽しめる設備を設けている。
大門キッズスタジアムは開業1年弱で、のべ6万1,000人の来場があり、開業約1年半後の1月15日に10万人を達成した。運営費は2010年度から2012年度まで厚生労働省のふるさと雇用再生特別交付金を活用していた。受託事業者はNAアーバンデベロップメント。
はこだてキッズプラザの総工費は8億7,000万円、うち国の補助金は3億7,000万円、函館市の財政支出は5億円である。安全確保で子どもだけ、大人だけの利用はできない。大門地区の賑わい創出と市民の交流を目的にしている。面積1,203.22㎡、開館時間は10時～18時、利用料は子ども300円、保護者付添人100円。

## 主な設備
大門キッズスタジアム開館当初
- ふわふわトラック
- サイバーホイール
- クライミングウォール
- ボールプール
- 知育玩具
- ベビーコーナー
- 図書コーナー
- 子育て情報スペース
- イベントスペース
- 授乳室
- 休憩スペース

施設開設1周年追加設備
- チョウザメ水槽（無料スペース展示）

はこだてキッズプラザ
- ネット遊具
- ボールプール
- 飛び石
- 伝声管
- テレビ電話
- クライミングウォール
- キッズラボ
- 週替わり設置遊具
- インタラクティブミラー
- 知育玩具
- 木の砂場
- 託児室
- 子育て相談室